# Chandler Sprague
Chandler Sprague (* 26. Mai 1886 in Haverhill, Massachusetts; † 15. November 1955 in Sacramento, Kalifornien) war ein US-amerikanischer Drehbuchautor, Filmregisseur und Filmproduzent, der ein Mal für den Oscar für die beste Originalgeschichte nominiert war.

## Leben
Sprague begann seine Laufbahn in der Filmwirtschaft Hollywoods 1926 als Drehbuchautor für die von Fred Niblo inszenierte Literaturverfilmung Die Kameliendame (Camille) mit Norma Talmadge, Gilbert Roland und Lilyan Tashman. Als Drehbuchautor schuf er bis 1943 die Drehbücher und Vorlagen für zwölf Filme und produzierte 1929 zwei Filme. Er inszenierte als Regisseur in den Jahren 1930 bis 1931 darüber hinaus drei weitere Filme.
Bei der Oscarverleihung 1945 wurde Sprague zusammen mit David Boehm für den Oscar für die beste Originalgeschichte nominiert, und zwar für den unter der Regie von Victor Fleming entstandenen Kriegsfilm Kampf in den Wolken (A Guy Named Joe, 1943) mit Spencer Tracy, Irene Dunne und Van Johnson in den Hauptrollen. Kampf in den Wolken war zugleich der letzte Film, an dessen Herstellung er zu Lebzeiten beteiligt war.
Der Film wurde 1989 von Steven Spielberg als Always – Der Feuerengel von Montana mit Richard Dreyfuss, Holly Hunter und Audrey Hepburn neu verfilmt.

## Filmografie (Auswahl)
- 1926: Die Kameliendame (Camille)
- 1927: Wie Madame befehlen (Service for Ladies)
- 1927: Der Gentleman von Paris (A Gentleman of Paris)
- 1928: Der König von Soho (Street of Sin)
- 1936: Wenn andere schlafen… (Early to bed)
- 1938: Charlie Chan in Honolulu
- 1943: Kampf in den Wolken (A Guy Named Joe)